# Pétanque-Europameisterschaft der Herren 2013
Die 3. Pétanque-Europameisterschaft 2013 findet vom 10. bis 13. Oktober in Rom (Italien) statt.
Sie diente als Qualifikationsturnier für die Weltmeisterschaft 2014. Von den 36 teilnehmenden Nationen qualifizieren sich 24 für die WM 2014 auf Tahiti.
Parallel zur Triplette-EM findet die 3. Europameisterschaft im Tir de précision statt.
Titelverteidiger ist in beiden Disziplinen Frankreich.
Veranstaltet wird die Europameisterschaft von der Confédération Européenne de Pétanque (CEP), dem europäischen Dachverband.

## Triplette
Gespielt wird wie bei Weltmeisterschaften im Modus Triplette mit einem Auswechselspieler. Während eines laufenden Spiels darf ein Spieler aus- und der Ersatzspieler eingewechselt werden.
Jedes Team hat aufgrund des Modus mindestens sechs Spiele zu absolvieren.
Titelverteidiger ist Frankreich.

### Modus
Anders als bei der EM 2011 wird die Vorrunde nicht mehr in Gruppen, sondern wie bei Weltmeisterschaften im Schweizer System gespielt. Folglich wird die EM in drei Phasen ausgetragen:
Phase 1 - Schweizer System.
Die 36 Teams spielen 5 Runden nach dem Schweizer System. Die ersten 16 der Abschlusstabelle erreichen Phase 2, die restlichen 20 Teams spielen in der Coupe de Nations, der "B-EM", weiter.
Phase 2 - Vierer-Poules.
Die 16 verbliebenen Teams spielen in vier Vierer-Poules die acht Viertelfinalisten aus.
Phase 3 - Knock-out.
Im Viertelfinale treffen Poule-Sieger auf Barrage-Gewinner. Die Halbfinals werden dann neu gelost.
Alle Teams, die Phase 2 der A-EM erreichen, sind für die WM 2014 qualifiziert.
Die 20 in der Vorrunde gescheiterten Mannschaften spielen in einer B-Europameisterschaft (Coupe de nations) um die verbliebenen acht Startplätze für die Weltmeisterschaft 2014.
Sollte Frankreich, als Weltmeister 2012 für die nächste WM bereits qualifiziert, unter die ersten 16 kommen, werden neun Startplätze in der Coupe de nations vergeben.
Zunächst wird eine Cadrage gespielt, um das Teilnehmerfeld auf 16 zu reduzieren. Diese wird von den Teams auf den Plätzen 29–36 absolviert.
Die Equipes, die das Viertelfinale erreichen, sind für die WM qualifiziert und spielen im KO-System den Sieger der B-EM aus.
Ein letzter Startplatz geht an den Barrage-Verlierer, der in der Vorrundentabelle am höchsten platziert war.

### Zeitplan
Die Equipes erwartet ein strammes Programm; der zukünftige Europameister muss bis zu elf Spiele an drei Tage absolvieren, für die 36 Teilnehmer im Präzisionsschießen stehen bis zu fünf Übungen à 20 Schuss an.
Eröffnet wird die EM am Donnerstag  mit der Auslosung der ersten Runde sowie einer Versammlung der CEP. Anschließend folgen die Vorrunden im Tir de précision. Die Spieler, die für diesen Wettbewerb nicht nominiert wurden, greifen am Freitag ins Geschehen ein. Um 8.00 Uhr startet die erste von fünf Runden nach dem Schweizer System.
Legende zum nachfolgenden Ablauf der Europameisterschaft:
|  | Zeremonien & Versammlungen |  | Tir de Précision |  | Triplette: Europameisterschaft (EM) |  | Triplette: Coupe des nations (CDN, "B-EM") |

|       | 10. Oktober          | 11. Oktober               | 12. Oktober                            | 13. Oktober                           |
| 08.00 |                      | 1. Runde Schweizer System | 5. Runde Schweizer System              | Viertelfinale (auch CdN)              |
| 09.00 |                      |                           |                                        |                                       |
| 10.00 |                      | 2. Runde Schweizer System | Cadrage                                | Halbfinale (auch CdN)                 |
| 11.00 |                      |                           | Präsentation der Nationen (11.30)      |                                       |
| 12.00 |                      |                           |                                        |                                       |
| 13.00 |                      |                           |                                        |                                       |
| 14.00 |                      | 3. Runde Schweizer System | Beginn der Poule-Runde (bis ca. 19.00) | Halbfinale                            |
| 15.00 | Kongress & Auslosung |                           |                                        | Finale danach Siegerehrung            |
| 16.00 |                      | 4. Runde Schweizer System |                                        | Finale danach Siegerehrung (auch CdN) |
| 17.00 |                      |                           |                                        |                                       |
| 18.00 | Vorrunde             |                           |                                        |                                       |
| 19.00 |                      |                           |                                        |                                       |
| 20.00 |                      |                           |                                        | Galadinner                            |
| 21.00 | Vorrunde (21.30)     | Repechage                 | Viertelfinale (21.30)                  |                                       |
| 22.00 |                      |                           |                                        |                                       |

### Teilnehmer
Im September wurde bekannt, dass 36 Nationen an der EM teilnehmen werden. Jedes Team besteht aus vier Spielern. Außerdem stellt jedes Land einen Teilnehmer für den Wettbewerb im Tir de précision.

#### Teilnehmende Nationen
Die Viertelfinalisten der EM 2011 sind in der ersten Runde des Schweizer System gesetzt und können nicht aufeinander treffen.
| gesetzt   | Belgien  | Deutschland | England    | Frankreich  |
|           | Italien  | Monaco      | Schweden   | Spanien     |
| ungesetzt | Andorra  | Bulgarien   | Dänemark   | Estland     |
|           | Finnland | Irland      | Israel     | Jersey      |
|           | Lettland | Litauen     | Luxemburg  | Niederlande |
|           | Norwegen | Österreich  | Polen      | Portugal    |
|           | Russland | San Marino  | Schottland | Schweiz     |
|           | Slowakei | Slowenien   | Tschechien | Türkei      |
|           | Ukraine  | Ungarn      | Wales      | Belarus     |

#### Teilnehmende Spieler
Der DPV, 5. der EM 2011, nominierte im August Toufik Faci (BC Edingen-Neckarhausen/Baden-Württemberg),  Jan Garner (VFPS Osterholz-Scharmbeck/Niedersachsen), Till-Vincent Goetzke (TuRa Braunschweig)/Niedersachsen und Daniel Reichert (PCB Horb/Baden-Württemberg) für die EM.
Garner und Reichert, der auch im Tir de précision an den Start gehen wird, standen schon gemeinsam im EM-Aufgebot 2009, für Goetzke und Faci ist es der erste Einsatz bei einem internationalen Wettbewerb der Herren.
Titelverteidiger Frankreich nominierte mit Dylan Rocher und Kevin Malbec zwei Europameister von 2011, dazu kommen Jean Feltain und Zvonco Radnic.
Die kursiv gedruckten Spieler nehmen am Tireuer-Wettbewerb teil
| Land                | Spieler 1          | Spieler 2            | Spieler 3            | Spieler 4        |
| ------------------- | ------------------ | -------------------- | -------------------- | ---------------- |
| Andorra             | Michel Constans    | Philippe Santmann    | Bruno Santmann       | Antoine Saez     |
| Belgien             | Charles Weibel     | Michel Vancampenhout | Fabrice Uytterhoeven | Steven Ielegems  |
| Bulgarien           | Yuliy Takov        | Lyubomir Milushev    | Stanimir Chonev      | Petko manchev    |
| Danemark            | Daniel Presutti    | Lasse Dithmar        | Morten Per Laursen   | Jonas Kristensen |
| Deutschland         | Toufik Faci        | Jan Garner           | Till-Vincent Goetzke | Daniel Reichert  |
| England             | Kevin Spillet      | Rowland Jones        | Greg Davenport       | Marcus Hickman   |
| Estland             | Veiko Proos        | Margus Berkmann      | Kaido Kopel          | Hardo Sokk       |
| Finnland            | Arttu Poikolainen  | Juha-Pekka Siro      | Samuli Kankkunen     | Mikael Paakkanen |
| Frankreich          | Jean Feltain       | Kevin Malbec         | Dylan Rocher         | Zvonco Radnic    |
| Irland              | Richard Elvin      | Jacques di Pizzo     | Msteslav Cozloukov   | Pierre di Pizzo  |
| Israel              | Usi Bashari        | Amit Bashari         | Eran Siri            | Meir Siri        |
| Italien             | Alessio Cocciolo   | Gianni Laigueglia    | Fabio Dutto          | Diego Rizzi      |
| Bailiwick of Jersey | Toby Northern      | Ross Payne           | David Ibitson        | Matthew Ryan     |
| Lettland            | Eriks Vilumovs     | Kristaps Boze        | Maris Lacis          |                  |
| Litauen             | Tautvydas Alenskas | Almantas Burneika    | Algis Petrauskas     | Linas Budrikas   |
| Luxemburg           | Serge Cattazzo     | Claudio Contardi     | Alain Laterza        | Didier Kohler    |
| Monaco              | Remy Galleau       | Franck Millo         | Eric Motte           | Nicolas Riviere  |
| Niederlande         | Noel Kempeneer     | Erik Telkamp         | Essa Agzoul          | Mark Wildeboer   |

| Land       | Spieler 1         | Spieler 2            | Spieler 3          | Spieler 4           |
| ---------- | ----------------- | -------------------- | ------------------ | ------------------- |
| Norwegen   | Benny Bel-Lafkih  | Ole Hågensen         | Roger Johansen     | Ronny Gudmundsen    |
| Osterreich | Sven Thill        | Christopher Salzmann | Stephane Barbery   | Lionel Bossard      |
| Polen      | Andrzej Sliz      | Jedrzej Sliz         | Marek Lach         | Szymon Kubiesa      |
| Portugal   | Hugo Dores        | Paulo Jacinto        | Fernando Valério   |                     |
| Russland   | Alexander Borisov | Andrey Davydov       | Gulinin Evgeny     | Andrey Kolesnikov   |
| San Marino | Alfredo Mazza     | Secondo Vannucci     | Primo Beccari      |                     |
| Schottland | Paul Bretenoux    | Robbie Stronach      | John Wilson        | Stephane Maurage    |
| Schweden   | Anders Larsson    | Kenneth Köhalmi      | Thomas Wiede       | William Silfverberg |
| Schweiz    | Joseph Molinas    | Olivier Fornerod     | Didier Senezergues | Franck Bandel       |
| Slowakei   | Marek Sobolič     | Lukáš Tomka          | Peter Fratrič      | Martin Lampert      |
| Slowenien  | Joze Skrbinek     | Klemen Podgoršek     | Gregor Sever       | Gregor Oprešnik     |
| Spanien    | Miguel Darder     | José Luis Guasch     | Francisco Berzal   | Francisco Flores    |
| Tschechien | Pavel Valenz      | Jindrich Kauca       | Jan Valenz         | Lukas Valenz        |
| Turkei     | Ozcan Duman       | Mesut Ergisi         | Ahmet Musa         | Ahmet Emen          |
| Ukraine    | Petro Hoys        | Mykhaylo Tarkaniy    | Ihor Zaslavskyy    | Kyrylo Vorotyntsev  |
| Ungarn     | Zoltán Horváth    | Gábor Hegedüs-H.     | Zoltán Fodor       | Bertalan Fodor      |
| Wales      | Matthew Franks    | Philip Bradshaw      | Ian Bailey         | Jean-Yves Robic     |
| Belarus    | Pavel Ivanov      | Artsion Liubko       | Arthur Siarheyeu   | Mikhail Kurlovich   |

### Schweizer System
Mit einem ähnlichen Modus wie bei der WM 2012 wurden allen Teams fünf Spiele zugesichert.
Nach den fünf Runden erreichen die ersten 16 Teams das Achtelfinale, während die restlichen 20 Teams in der Coupe des nations, der „B-EM“ weiterspielen.
Teams, die schon einmal gegeneinander gespielt haben, können in der Vorrunde nicht nochmal aufeinandertreffen.

#### 1. Runde
Deutschland ist als 5. der letzten EM in der ersten Runde gesetzt und kann damit auf keinen anderen Viertelfinalisten aus 2011 treffen.
Die Auslosung am Donnerstagnachmittag ergab, dass Deutschland im ersten Spiel auf Tschechien treffen wird; dieses Spiel gewannen die Deutschen in der Formation Faci, Garner, Goetzke souverän mit 13:1.
Frankreich bekam es mit Estland zu tun, Gastgeber Italien traf auf Irland. Beide Topteams hatten dabei wenig Mühe und kamen ebenfalls zum ersten Sieg.
Zu "Derbys" kam es zwischen Schweden und Norwegen, sowie Österreich und der Schweiz und beide gingen dabei an die Außenseiter. Norwegen schlug Schweden 13:10, Österreich bezwang den vierfachen Weltmeister aus der Schweiz denkbar knapp mit 13:12.
Das "Topspiel" der ersten Runde war wohl die Partie von Vizeeuropameister Monaco gegen den Dritten aus 2009, Dänemark. Auch hier gab es eine Überraschung. Die Dänen gewannen 13:9.
| Monaco      | - | Dänemark   | 9:13  |
| Italien     | - | Irland     | 13:4  |
| England     | - | Slowenien  | 13:9  |
| Belgien     | - | Jersey     | 13:2  |
| Spanien     | - | Russland   | 13:2  |
| Frankreich  | - | Estland    | 13:3  |
| Schweden    | - | Norwegen   | 10:13 |
| Deutschland | - | Tschechien | 13:1  |
| Luxemburg   | - | Lettland   | 13:4  |

| Österreich  | - | Schweiz      | 13:12 |
| Ungarn      | - | Türkei       | 4:13  |
| Litauen     | - | Polen        | 4:13  |
| Wales       | - | Finnland     | 10:13 |
| Niederlande | - | Weißrussland | 13:5  |
| Israel      | - | Andorra      | 8:13  |
| Schottland  | - | Ukraine      | 13:1  |
| Bulgarien   | - | Portugal     | 0:13  |
| San Marino  | - | Slowakei     | 3:13  |

#### 2. Runde
In der zweiten Runde traf Deutschland (in gleicher Aufstellung wie in Runde 1) auf Schottland und konnte nach einem 1:7-Rückstand mit zwölf Punkten in Folge das Spiel für sich entscheiden.
Ebenso ungeschlagen blieben Frankreich, Belgien und Spanien, die ihre zweiten Spiele souverän gewannen. Italien hatte dagegen mehr Mühe und gewann knapp 13:11 gegen Dänemark.
Österreich traf auf die Niederlande und musste diesmal eine 12:13-Niederlage hinnehmen. Die Schweiz rehabilitierte sich nach der unerwarteten Niederlage und gewann per Fanny gegen Bulgarien, das somit aus zwei Spielen noch keinen einzigen Punkt holen konnte.
Auch Monaco fuhr gegen San Marino den ersten Sieg ein.
Israel dagegen verlor auch das zweite Spiel. Gegen Schweden setzte es ein 0:13.
| Schottland | - | Deutschland | 7:13  |
| Luxemburg  | - | Finnland    | 13:4  |
| Portugal   | - | Frankreich  | 3:13  |
| Norwegen   | - | Polen       | 8:13  |
| Dänemark   | - | Italien     | 11:13 |
| Österreich | - | Niederlande | 12:13 |
| Andorra    | - | England     | 13:4  |
| Türkei     | - | Spanien     | 1:13  |
| Belgien    | - | Slowakei    | 13:0  |

| Ungarn     | - | Lettland     | 13:7  |
| Schweiz    | - | Bulgarien    | 13:0  |
| Slowenien  | - | Weißrussland | 13:0  |
| Tschechien | - | Litauen      | 13:2  |
| Estland    | - | Irland       | 13:8  |
| Jersey     | - | Wales        | 11:13 |
| Ukraine    | - | Russland     | 2:13  |
| Monaco     | - | San Marino   | 13:3  |
| Israel     | - | Schweden     | 0:13  |

#### 3. Runde
In der dritten Runde ging es für Deutschland gegen Gastgeber Italien. Gegen den EM-Mitfavoriten war man letztendlich beim 3:13 nahezu chancenlos.
Neben Italien blieben auch Frankreich, Belgien (das erst zwei Punkte in drei Spielen abgegeben hat), Spanien und überraschend auch Andorra ungeschlagen und können dabei bereits für die Poule-Runde planen.
Die Schweiz, Monaco und Schweden konnten nach der Auftaktniederlage ihr zweites Spiel gewinnen und blieben in Schlagdistanz zu den Top-Teams.
Österreich musste sich Portugal geschlagen geben und steht vor den letzten zwei Runden unter Zugzwang. Neuling Jersey kam gegen Weißrussland zum allerersten Sieg bei einer internationalen Meisterschaft. Für die Weißrussen, sowie für Lettland, Bulgarien, San Marino und die Ukraine stand nach der dritten Niederlage das Aus schon fest.
| Luxemburg   | - | Andorra     | 12:13 |
| Deutschland | - | Italien     | 3:13  |
| Belgien     | - | Polen       | 13:0  |
| Frankreich  | - | Niederlande | 13:2  |
| Spanien     | - | Finnland    | 13:7  |
| Tschechien  | - | Schweden    | 8:13  |
| Slowakei    | - | Wales       | 13:10 |
| Slowenien   | - | Monaco      | 5:13  |
| Türkei      | - | Estland     | 13:3  |

| Dänemark     | - | Russland  | 13:8  |
| Norwegen     | - | Schweiz   | 2:13  |
| England      | - | Ungarn    | 13:4  |
| Österreich   | - | Portugal  | 4:13  |
| Schottland   | - | Lettland  | 13:2  |
| San Marino   | - | Litauen   | 7:13  |
| Ukraine      | - | Israel    | 2:13  |
| Irland       | - | Bulgarien | 13:7  |
| Weißrussland | - | Jersey    | 11:13 |

#### 4. Runde
In Runde vier schlug Deutschland England und geht somit mit einer guten Ausgangslage in die letzte Runde am Samstag.
Ungeschlagen blieben noch Frankreich, Belgien (bereits mit der dritten Fanny im vierten Spiel) und Spanien.
Die Schweiz besiegte Portugal 13:9, Österreich musste sich (erneut 12:13) Slowenien geschlagen geben.
| Belgien     | - | Andorra     | 13:0  |
| Frankreich  | - | Italien     | 13:0  |
| Spanien     | - | Polen       | 13:4  |
| Schottland  | - | Türkei      | 12:13 |
| Schweden    | - | Slowakei    | 13:4  |
| Portugal    | - | Schweiz     | 9:13  |
| Deutschland | - | England     | 13:5  |
| Monaco      | - | Luxemburg   | 13:11 |
| Dänemark    | - | Niederlande | 13:12 |

| Finnland   | - | Tschechien   | 13:8  |
| Österreich | - | Slowenien    | 12:13 |
| Wales      | - | Israel       | 8:13  |
| Norwegen   | - | Jersey       | 13:1  |
| Estland    | - | Ungarn       | 13:3  |
| Litauen    | - | Russland     | 9:13  |
| Irland     | - | Weißrussland | 13:3  |
| Lettland   | - | Ukraine      | 13:10 |
| San Marino | - | Bulgarien    | 8:13  |

#### 5. Runde
Die fünfte Runde wurde noch am Freitagabend ausgelost.
Deutschland traf auf die Türkei und gewann das Spiel nach einem 3:10-Rückstand noch mit 13:12. Damit schloss das Team des DPV die Vorrunde als Sechster ab.
Frankreich und Belgien bestritten das Topspiel, das der Titelverteidiger knapp 13:10 für sich entscheiden konnte. Spanien, ebenfalls ungeschlagen, traf mit Dänemark erneut auf ein hochgelostes Team und gewann souverän.
Die Schweiz musste sich Italien geschlagen geben. Die Niederlande, Luxemburg, England, Finnland und Slowenien gewannen ihre „Endspiele“ und erreichten die Poule-Phase.
Österreich beendete die Vorrunde mit einer Fanny gegen Jersey. Die Ukraine und Weißrussland blieben ohne Vorrundensieg.
| Frankreich | - | Belgien     | 13:10 |
| Spanien    | - | Dänemark    | 13:2  |
| Türkei     | - | Deutschland | 12:13 |
| Italien    | - | Schweiz     | 13:0  |
| Andorra    | - | Schweden    | 13:11 |
| Monaco     | - | Russland    | 13:9  |
| Polen      | - | Irland      | 12:13 |
| Finnland   | - | Schottland  | 13:7  |
| Israel     | - | Slowenien   | 8:13  |

| Portugal     | - | Niederlande | 4:13  |
| Luxemburg    | - | Norwegen    | 13:5  |
| England      | - | Estland     | 13:9  |
| Slowakei     | - | Tschechien  | 13:2  |
| Lettland     | - | Bulgarien   | 13:2  |
| Österreich   | - | Jersey      | 13:0  |
| Litauen      | - | Wales       | 13:11 |
| Ungarn       | - | Ukraine     | 13:5  |
| Weißrussland | - | San Marino  | 7:13  |

#### Abschlusstabelle
Für die Reihenfolge in der Abschlusstabelle zählen zunächst die Anzahl der Siege, dann die Buchholzpunkte (BH), die Feinbuchholzpunkte (FBH) und dann die Kugeldifferenz, die jedoch unerwähnt bleibt, da mit den ersten drei Kriterien alle Teams eingeordnet werden konnten.
Die ersten 16 Teams erreichen das Achtelfinale der EM, die Teams auf den Plätzen 17 bis 36 spielen in der Coupe des nations weiter.
Die Teams auf den Plätzen 29–36 müssen in die Cadrage.
| Platz | Team         | Siege | BH | FBH |
| ----- | ------------ | ----- | -- | --- |
| 1     | Frankreich   | 5:0   | 15 | 75  |
| 2     | Spanien      | 5:0   | 13 | 75  |
| 3     | Italien      | 4:1   | 18 | 66  |
| 4     | Andorra      | 4:1   | 15 | 68  |
| 5     | Belgien      | 4:1   | 15 | 65  |
| 6     | Deutschland  | 4:1   | 13 | 75  |
| 7     | Monaco       | 4:1   | 12 | 68  |
| 8     | Dänemark     | 3:2   | 18 | 69  |
| 9     | England      | 3:2   | 15 | 65  |
| 10    | Türkei       | 3:2   | 15 | 64  |
| 11    | Luxemburg    | 3:2   | 15 | 59  |
| 12    | Niederlande  | 3:2   | 12 | 70  |
| 13    | Finnland     | 3:2   | 12 | 66  |
| 14    | Schweden     | 3:2   | 12 | 63  |
| 15    | Schweiz      | 3:2   | 11 | 67  |
| 16    | Slowenien    | 3:2   | 11 | 61  |
| 17    | Slowakei     | 3:2   | 10 | 63  |
| 18    | Irland       | 3:2   | 9  | 72  |
| 19    | Estland      | 2:3   | 16 | 64  |
| 20    | Polen        | 2:3   | 16 | 56  |
| 21    | Portugal     | 2:3   | 14 | 61  |
| 22    | Russland     | 2:3   | 14 | 60  |
| 23    | Norwegen     | 2:3   | 12 | 63  |
| 24    | Schottland   | 2:3   | 12 | 58  |
| 25    | Österreich   | 2:3   | 12 | 57  |
| 26    | Israel       | 2:3   | 11 | 59  |
| 27    | Ungarn       | 2:3   | 10 | 64  |
| 28    | Lettland     | 2:3   | 8  | 58  |
| 29    | Litauen      | 2:3   | 7  | 66  |
| 30    | Tschechien   | 1:4   | 15 | 54  |
| 31    | Bulgarien    | 1:4   | 11 | 52  |
| 32    | Wales        | 1:4   | 11 | 49  |
| 33    | San Marino   | 1:4   | 10 | 51  |
| 34    | Jersey       | 1:4   | 9  | 61  |
| 35    | Weißrussland | 0:5   | 11 | 51  |
| 36    | Ukraine      | 0:5   | 10 | 55  |

### Poules
Die 16 Teams, die die Vorrunde überstanden haben, spielen in Vierer-Poules die Viertelfinal-Plätze aus.
Die Poule-Runde beginnt am Samstag ab 14.00 Uhr.
Die Poules wurden dazu nach folgendem Muster gebildet:
Die Zahlen beziehen sich auf die Platzierung nach der Vorrunde.
| Poules | Poules | Poules | Poules |
| ------ | ------ | ------ | ------ |
| A      | B      | C      | D      |
| 1      | 16     | 6      | 11     |
| 2      | 15     | 5      | 12     |
| 3      | 14     | 8      | 9      |
| 4      | 13     | 7      | 10     |

Aus dieser Zusammensetzung und den Platzierungen in der Abschlusstabelle ergaben sich folgende Poules:
Deutschland traf in Poule A zunächst auf Luxemburg. Weitere mögliche Gegner waren Frankreich und Slowenien.
Nach einem Sieg im ersten Spiel und einer Niederlage gegen Frankreich traf Deutschland in der Barrage erneut auf Luxemburg.
Durch den 13:4-Erfolg konnte sich die Equipe des DPV erneut für das Viertelfinale qualifizieren.
Die vier Halbfinalisten der EM 2011 Frankreich, Monaco, Italien und Spanien gewannen ihre Poules. Dänemark zog durch einen Barrage-Sieg über Nachbar Schweden genauso ins Viertelfinale ein wie Finnland, das den Vorrunden-Vierten Andorra in der Barrage knapp bezwang.
Im vermutlich stärksten Poule B sorgte die Schweiz mit einem deutlichen Sieg über Belgien für eine große Überraschung, da die Belgier bis dahin mit Sicherheit zu den Favoriten gehörten.
Alle Teams, die die Poules erreicht haben, sind für die WM 2014 qualifiziert.
| Poule A       | Poule A     | Poule A | Poule A     |
| ------------- | ----------- | ------- | ----------- |
| Spiel 1       | Frankreich  | 13:0    | Slowenien   |
| Spiel 2       | Deutschland | 13:3    | Luxemburg   |
| Spiel 3       | Frankreich  | 13:4    | Deutschland |
| Spiel 4       | Slowenien   | 5:13    | Luxemburg   |
| Barrage       | Deutschland | 13:4    | Luxemburg   |
| qualifiziert  | Frankreich  | &       | Deutschland |
| ausgeschieden | Luxemburg   | &       | Slowenien   |

| Poule B       | Poule B | Poule B | Poule B     |
| ------------- | ------- | ------- | ----------- |
| Spiel 1       | Spanien | 13:0    | Schweiz     |
| Spiel 2       | Belgien | 13:5    | Niederlande |
| Spiel 3       | Spanien | 13:11   | Belgien     |
| Spiel 4       | Schweiz | 13:8    | Niederlande |
| Barrage       | Belgien | 4:13    | Schweiz     |
| qualifiziert  | Spanien | &       | Schweiz     |
| ausgeschieden | Belgien | &       | Niederlande |

| Poule C       | Poule C  | Poule C | Poule C  |
| ------------- | -------- | ------- | -------- |
| Spiel 1       | Italien  | 13:11   | Schweden |
| Spiel 2       | Dänemark | 13:0    | England  |
| Spiel 3       | Italien  | 13:0    | Dänemark |
| Spiel 4       | Schweden | 13:8    | England  |
| Barrage       | Dänemark | 13:9    | Schweden |
| qualifiziert  | Italien  | &       | Dänemark |
| ausgeschieden | Schweden | &       | England  |

| Poule D       | Poule D  | Poule D | Poule D  |
| ------------- | -------- | ------- | -------- |
| Spiel 1       | Andorra  | 2:13    | Finnland |
| Spiel 2       | Monaco   | 13:4    | Türkei   |
| Spiel 3       | Finnland | 12:13   | Monaco   |
| Spiel 4       | Andorra  | 13:9    | Türkei   |
| Barrage       | Finnland | 13:11   | Andorra  |
| qualifiziert  | Monaco   | &       | Finnland |
| ausgeschieden | Andorra  | &       | Türkei   |

### Finalrunde
Die Poule-Sieger und -Zweiten erreichen das Viertelfinale, das nach unten stehendem Muster gespielt wird. Das Halbfinale wird frei gelost.
Alle Viertelfinals endeten deutlich zugunsten der Poule-Sieger. Deutschland leistete dabei gegen den Gastgeber noch am meisten Gegenwehr.
In den deutlich engeren Halbfinals setzten sich Frankreich und Monaco durch. Somit kam es zur Neuauflage des Finals von 2011. Italien und Spanien blieb dagegen wieder „nur“ Bronze.
In einem spannenden und hochklassigen Finale, das über zwei Stunden dauerte, setzte sich der Titelverteidiger mit 13:10 durch und holte somit den dritten EM-Titel bei der dritten Austragung.
| Viertelfinale | Viertelfinale | Viertelfinale |    |            | Halbfinale | Halbfinale | Halbfinale |  |  | Finale | Finale | Finale |
|               |               |               |    |            |            |            |            |  |  |        |        |        |
| A1            | Frankreich    | 13            |    |            |            |            |            |  |  |        |        |        |
| C2            | Dänemark      | 4             |    |            |            |            |            |  |  |        |        |        |
| C2            | Dänemark      | 4             |    | Frankreich | 13         |            |            |  |  |        |        |        |
|               |               |               |    | Frankreich | 13         |            |            |  |  |        |        |        |
|               |               | Spanien       | 9  |            |            |            |            |  |  |        |        |        |
| B1            | Spanien       | Spanien       | 9  | 13         |            |            |            |  |  |        |        |        |
| B1            | Spanien       |               |    |            |            |            |            |  |  |        |        |        |
| D2            | Finnland      | 0             |    |            |            |            |            |  |  |        |        |        |
| D2            | Finnland      | 0             |    | Frankreich | 13         |            |            |  |  |        |        |        |
|               |               |               |    | Frankreich | 13         |            |            |  |  |        |        |        |
|               |               | Monaco        | 10 |            |            |            |            |  |  |        |        |        |
| C1            | Italien       | Monaco        | 10 | 13         |            |            |            |  |  |        |        |        |
| C1            | Italien       |               |    |            |            |            |            |  |  |        |        |        |
| A2            | Deutschland   | 6             |    |            |            |            |            |  |  |        |        |        |
| A2            | Deutschland   | 6             |    | Italien    | 10         |            |            |  |  |        |        |        |
|               |               |               |    | Italien    | 10         |            |            |  |  |        |        |        |
|               |               | Monaco        | 13 |            |            |            |            |  |  |        |        |        |
| D1            | Monaco        | Monaco        | 13 | 13         |            |            |            |  |  |        |        |        |
| D1            | Monaco        |               |    |            |            |            |            |  |  |        |        |        |
| B2            | Schweiz       | 2             |    |            |            |            |            |  |  |        |        |        |

### Coupe de Nations
In der Coupe de Nations spielen die 20 nach Vorrunde ausgeschiedenen Teams weiter.
Um auf ein 16er-Feld zu kommen, das analog zur EM in Vierer-Poules weiter spielt, mussten die letzten Acht der Vorrunde in eine Cadrage.

#### Cadrage
Litauen, Jersey, Bulgarien und die Ukraine schieden aus und verpassten somit die Qualifikation zur WM 2014.
| Bulgarien  | - | San Marino   | 1:13 |
| Wales      | - | Jersey       | 13:4 |
| Tschechien | - | Ukraine      | 13:8 |
| Litauen    | - | Weißrussland | 8:13 |

#### Poules
Die Teams, die den Poule überstanden haben, haben sich für die Weltmeisterschaft 2014 qualifiziert. Somit sind unter anderem auch Österreich und Norwegen nächstes Jahr auf Tahiti dabei.
Dagegen scheiterten Estland, Israel und Russland überraschend und verpassten die WM-Qualifikation.
Der 25. europäische Startplatz geht an die Slowakei als bestes Team der Vorrunde, das in der Barrage gescheitert ist.
| Poule A       | Poule A    | Poule A | Poule A    |
| ------------- | ---------- | ------- | ---------- |
| Spiel 1       | Slowakei   | 13:6    | San Marino |
| Spiel 2       | Russland   | 7:13    | Ungarn     |
| Spiel 3       | Slowakei   | 12:13   | Ungarn     |
| Spiel 4       | San Marino | 13:4    | Russland   |
| Barrage       | Slowakei   | 7:13    | San Marino |
| qualifiziert  | Ungarn     | &       | San Marino |
| ausgeschieden | Slowakei   | &       | Russland   |

| Poule B       | Poule B  | Poule B | Poule B  |
| ------------- | -------- | ------- | -------- |
| Spiel 1       | Irland   | 0:13    | Wales    |
| Spiel 2       | Portugal | 13:5    | Lettland |
| Spiel 3       | Wales    | 8:13    | Portugal |
| Spiel 4       | Irland   | 13:7    | Lettland |
| Barrage       | Wales    | 9:13    | Irland   |
| qualifiziert  | Portugal | &       | Irland   |
| ausgeschieden | Wales    | &       | Lettland |

| Poule C       | Poule C    | Poule C | Poule C    |
| ------------- | ---------- | ------- | ---------- |
| Spiel 1       | Estland    | 12:13   | Tschechien |
| Spiel 2       | Schottland | 4:13    | Österreich |
| Spiel 3       | Tschechien | 13:11   | Österreich |
| Spiel 4       | Estland    | 13:3    | Schottland |
| Barrage       | Österreich | 13:4    | Estland    |
| qualifiziert  | Tschechien | &       | Österreich |
| ausgeschieden | Estland    | &       | Schottland |

| Poule D       | Poule D      | Poule D | Poule D      |
| ------------- | ------------ | ------- | ------------ |
| Spiel 1       | Polen        | 13:0    | Weißrussland |
| Spiel 2       | Norwegen     | 5:13    | Israel       |
| Spiel 3       | Polen        | 13:12   | Israel       |
| Spiel 4       | Weißrussland | 12:13   | Norwegen     |
| Barrage       | Israel       | 10:13   | Norwegen     |
| qualifiziert  | Polen        | &       | Norwegen     |
| ausgeschieden | Israel       | &       | Weißrussland |

#### K.O.-Phase
Mit Portugal gewann das nominell stärkste Team die B-EM. Im Finale gab es ein deutliches 13:1 über Polen.
Österreich schlug Ungarn im Viertelfinale und kam somit zu einem guten dritten Platz in der Coupe de Nations.
| Viertelfinale | Viertelfinale | Viertelfinale |    |            | Halbfinale | Halbfinale | Halbfinale |  |  | Finale | Finale | Finale |
|               |               |               |    |            |            |            |            |  |  |        |        |        |
| A1            | Ungarn        | 10            |    |            |            |            |            |  |  |        |        |        |
| C2            | Österreich    | 13            |    |            |            |            |            |  |  |        |        |        |
| C2            | Österreich    | 13            |    | Österreich | 10         |            |            |  |  |        |        |        |
|               |               |               |    | Österreich | 10         |            |            |  |  |        |        |        |
|               |               | Portugal      | 13 |            |            |            |            |  |  |        |        |        |
| B1            | Portugal      | Portugal      | 13 | 13         |            |            |            |  |  |        |        |        |
| B1            | Portugal      |               |    |            |            |            |            |  |  |        |        |        |
| D2            | Norwegen      | 9             |    |            |            |            |            |  |  |        |        |        |
| D2            | Norwegen      | 9             |    | Portugal   | 13         |            |            |  |  |        |        |        |
|               |               |               |    | Portugal   | 13         |            |            |  |  |        |        |        |
|               |               | Polen         | 1  |            |            |            |            |  |  |        |        |        |
| C1            | Tschechien    | Polen         | 1  | 13         |            |            |            |  |  |        |        |        |
| C1            | Tschechien    |               |    |            |            |            |            |  |  |        |        |        |
| A2            | San Marino    | 5             |    |            |            |            |            |  |  |        |        |        |
| A2            | San Marino    | 5             |    | Tschechien | 9          |            |            |  |  |        |        |        |
|               |               |               |    | Tschechien | 9          |            |            |  |  |        |        |        |
|               |               | Polen         | 13 |            |            |            |            |  |  |        |        |        |
| D1            | Polen         | Polen         | 13 | 13         |            |            |            |  |  |        |        |        |
| D1            | Polen         |               |    |            |            |            |            |  |  |        |        |        |
| B2            | Irland        | 3             |    |            |            |            |            |  |  |        |        |        |

## Tir de precisión
Der Wettbewerb im Tir de precisión findet ebenfalls zum dritten Mal statt. Alle 36 Tireure starten in der Vorrunde mit einer Übung à 20 Schuss.
Die ersten Vier erreichen direkt das Viertelfinale, die Tireure auf den Plätzen 5 bis 20 erreichen die Repêchage, die zweite Chance, in der die vier Besten dieses Durchgangs die letzten acht komplettieren. Ab dem Viertelfinale geht es im KO-System Mann gegen Mann.
Für Deutschland startet Daniel Reichert.

### Vorrunde
Titelverteidiger Dylan Rocher (Frankreich) und Ex-Junioren-Weltmeister Diego Rizzi (Italien) erzielten mit 50 Punkten die besten Ergebnisse der Vorrunde. Rizzi erzielte dabei mehr "Fünfer" und schloss somit die erste Runde als Erster ab.
Auch der Schweizer Starter Didier Senezergues sowie der Norweger Benny Bel-Lafkih erreichten direkt das Viertelfinale.
Daniel Reichert verpasste als Sechster mit 38 Punkten nur knapp die direkte Viertelfinal-Qualifikation, erreichte aber, genau wie der Österreicher Sven Thill und der ehemalige Europameister Charles Weibel aus Belgien, die Repêchage.
| Platz | Land                | Tireur              | Punkte |
| ----- | ------------------- | ------------------- | ------ |
| 1     | Italien             | Diego Rizzi         | 50     |
| 2     | Frankreich          | Dylan Rocher        | 50     |
| 3     | Schweiz             | Didier Senezergues  | 40     |
| 4     | Norwegen            | Benny Bel-Lafkih    | 38     |
| 5     | Slowenien           | Gregor Sever        | 37     |
| 6     | Deutschland         | Daniel Reichert     | 36     |
| 7     | Portugal            | Hugo Dores          | 35     |
| 8     | Belgien             | Charles Weibel      | 32     |
| 9     | Luxemburg           | Alain Laterza       | 30     |
| 10    | Spanien             | Jose Luis Guasch    | 30     |
| 11    | Monaco              | Eric Motte          | 30     |
| 12    | Bulgarien           | Yuliv Takov         | 27     |
| 13    | Estland             | Veiko Proos         | 27     |
| 14    | Osterreich          | Sven Thill          | 25     |
| 15    | Finnland            | Juha-Pekka Siro     | 25     |
| 16    | Niederlande         | Mark Wildeboer      | 25     |
| 17    | Danemark            | Daniel Presutti     | 25     |
| 18    | Israel              | Amit Bashari        | 24     |
| 19    | Polen               | Andrej Sliz         | 23     |
| 20    | Schweden            | William Silfverberg | 23     |
| 21    | Slowakei            | Martin Lampert      | 20     |
| 22    | Turkei              | Ahmet Musa          | 19     |
| 23    | Irland              | Jacques di Pizzo    | 18     |
| 24    | Schottland          | Robbie Stronach     | 17     |
| 25    | Ungarn              | Gabor Hegedus       | 16     |
| 26    | Russland            | Alexander Borisov   | 15     |
| 27    | San Marino          | Alfredo Mazza       | 15     |
| 28    | Litauen             | Linas Budrikas      | 14     |
| 29    | Tschechien          | Pavel Valenz        | 13     |
| 30    | Belarus             | Pavel Ivanov        | 12     |
| 31    | Ukraine             | Petro Hoys          | 11     |
| 32    | Wales               | Ian Bailey          | 11     |
| 33    | Andorra             | Philippe Santmann   | 9      |
| 34    | England             | Rowland Jones       | 8      |
| 35    | Lettland            | Eriks Vilumovs      | 7      |
| 36    | Bailiwick of Jersey | Matthew Ryan        | 3      |

### Repêchage
In der Repêchage am Freitagabend treten die 16 Tireure an, die in der Vorrunde auf den Plätzen 5 bis 20 gelandet waren.
Die besten Vier dieser Runde komplettieren das Viertelfinale.
Veiko Proos aus Estland, Dritter der EM 2011 und Charles Weibel aus Belgien, Europameister von 2009 erzielten mit 36 die meisten Punkte der Repêchage und erreichten, zusammen mit Sven Thill aus Österreich und dem Slowenen Gregor Sever, das Viertelfinale.
Daniel Reichert schied genauso wie der Vizeeuropameister von 2011, Hugo Dores aus Portugal, aus.
| Platz | Land        | Tireur            | Punkte |
| ----- | ----------- | ----------------- | ------ |
| 1     | Estland     | Veiko Proos       | 36     |
| 2     | Belgien     | Charles Weibel    | 36     |
| 3     | Osterreich  | Sven Thill        | 35     |
| 4     | Slowenien   | Gregor Sever      | 33     |
| 5     | Portugal    | Hugo Dores        | 31     |
| 6     | Spanien     | Jose Luis Guasch  | 30     |
| 7     | Monaco      | Eric Motte        | 30     |
| 8     | Niederlande | Mark Wildeboer    | 29     |
| 9     | Israel      | Amit Bashari      | 25     |
| 10    | Polen       | Andrej Sliz       | 24     |
| 11    | Deutschland | Daniel Reicher    | 21     |
| 12    | Luxemburg   | Alain Laterza     | 21     |
| 13    | Danemark    | Daniel Presutti   | 19     |
| 14    | Schweden    | Willam Silverberg | 13     |
| 15    | Finnland    | Juha-Pekka Siro   | 12     |
| 16    | Bulgarien   | Yuliv Takov       | 7      |

### Finalrunde
Im Viertelfinale trifft der Erste der Vorrunde auf den Vierten der Repêchage, der Zweite auf den Dritten und umgekehrt.
Nach jeweils zwei Siegen kam es zum „Traumfinale“ zwischen Diego Rizzi und Dylan Rocher. In einem immer spannenden Finale auf Augenhöhe hatte Rizzi mit dem letzten Schuss auf die Sau die Chance, zu gewinnen, doch er lochte und so verteidigte Rocher seinen Titel aus 2011.
Veiko Proos holt mit Bronze seine zweite Medaille bei einer EM, Ex-Europameister Charles Weibel scheiterte ebenfalls im Halbfinale.
| Viertelfinale | Viertelfinale      | Viertelfinale |    |                | Halbfinale | Halbfinale | Halbfinale |  |  | Finale | Finale | Finale |
|               |                    |               |    |                |            |            |            |  |  |        |        |        |
| V1            | Diego Rizzi        | 48            |    |                |            |            |            |  |  |        |        |        |
| R4            | Gregor Sever       | 35            |    |                |            |            |            |  |  |        |        |        |
| R4            | Gregor Sever       | 35            |    | Diego Rizzi    | 33         |            |            |  |  |        |        |        |
|               |                    |               |    | Diego Rizzi    | 33         |            |            |  |  |        |        |        |
|               |                    | Veiko Proos   | 23 |                |            |            |            |  |  |        |        |        |
| V4            | Benny Bel-Lafkih   | Veiko Proos   | 23 | 12             |            |            |            |  |  |        |        |        |
| V4            | Benny Bel-Lafkih   |               |    |                |            |            |            |  |  |        |        |        |
| R1            | Veiko Proos        | 28            |    |                |            |            |            |  |  |        |        |        |
| R1            | Veiko Proos        | 28            |    | Diego Rizzi    | 33         |            |            |  |  |        |        |        |
|               |                    |               |    | Diego Rizzi    | 33         |            |            |  |  |        |        |        |
|               |                    | Dylan Rocher  | 35 |                |            |            |            |  |  |        |        |        |
| V3            | Didier Senezergues | Dylan Rocher  | 35 | 33             |            |            |            |  |  |        |        |        |
| V3            | Didier Senezergues |               |    |                |            |            |            |  |  |        |        |        |
| R2            | Charles Weibel     | 45            |    |                |            |            |            |  |  |        |        |        |
| R2            | Charles Weibel     | 45            |    | Charles Weibel | 37         |            |            |  |  |        |        |        |
|               |                    |               |    | Charles Weibel | 37         |            |            |  |  |        |        |        |
|               |                    | Dylan Rocher  | 43 |                |            |            |            |  |  |        |        |        |
| V2            | Dylan Rocher       | Dylan Rocher  | 43 | 45             |            |            |            |  |  |        |        |        |
| V2            | Dylan Rocher       |               |    |                |            |            |            |  |  |        |        |        |
| R3            | Sven Thill         | 22            |    |                |            |            |            |  |  |        |        |        |

## Endstand
| Platz | Land       | Spieler                                                             |
| ----- | ---------- | ------------------------------------------------------------------- |
| 1     | Frankreich | Jean Feltain, Kevin Malbec, Zvonco Radnic, Dylan Rocher             |
| 2     | Monaco     | Remy Galleau, Frack Millo, Eric Motte, Nicolas Riviere              |
| 3     | Italien    | Alessio Cacciolo, Fabio Dutto, Gianni Laigueglia, Diego Rizzi       |
|       | Spanien    | Francisco Berzal, Miguel Darder, Francisco Flores, José Luis Guasch |

| Platz | Land       | Spieler        |
| ----- | ---------- | -------------- |
| 1     | Frankreich | Dylan Rocher   |
| 2     | Italien    | Diego Rizzi    |
| 3     | Belgien    | Charles Weibel |
|       | Estland    | Veiko Proos    |